# クリス・モリス (バスケットボール)
クリストファー・バーナード・モリス（Christopher Vernard Morris、1966年1月20日- ）はジョージア州アトランタ出身の元バスケットボール選手。NBAで11シーズンプレーした。ポジションはスモールフォワード。
アトランタのダグラス高校を卒業した後、オーバーン大学に進学、1988年のNBAドラフトで1巡目全体4位でニュージャージー・ネッツに指名されて入団した。その後ユタ・ジャズ、フェニックス・サンズでもプレーして現役引退までに8,184得点をあげた。
1993年にネッツの本拠地、コンチネンタル・エアラインズ・アリーナで行われた試合で彼はスラムダンクでガラス製のバックボードを破壊した。
ユタ・ジャズ時代の1997年、1998年にはNBAファイナルに出場したがいずれもシカゴ・ブルズに敗れてチャンピオンリングを手に入れることはできなかった。
彼はフィリピンプロバスケットボールリーグでもプレーしている。